# Nathalia
Cet article concerne le village américain. Pour le prénom, voir Nathalia (prénom).
Nathalia (1 431 habitants) est un village de l'État de Victoria en Australie situé sur la berge du Broken Creek et la Murray Valley Highway à 217 km au nord de Melbourne. Nathalia fait partie du Comté de Moira. Son économie repose sur l'élevage de vaches laitières et la culture de céréales.